# هنگرسبرگ
هنگرسبرگ (به آلمانی: Hengersberg) یک شهر در آلمان است که در بایرن واقع شده‌است.